# Ted Nash
Theodore Allison Nash II, detto Ted (Melrose, 29 ottobre 1932 – Medford, 3 luglio 2021), è stato un canottiere statunitense.

## Palmarès

### Olimpiadi
- 2 medaglie:
  - 1 oro (Roma 1960 nel quattro senza)
  - 1 bronzo (Tokyo 1964 nel quattro senza)